# Joseph Michel (homme politique, 1821-1885)
Pour les articles homonymes, voir Joseph Michel et Michel.
Joseph Michel est un homme politique français né le 23 juillet 1821 à Seyne (Basses-Alpes) et décédé le 13 mars 1885 à Digne (Basses-Alpes).

## Biographie
Avocat à Digne, il est élu représentant en 1871, et siège au centre-gauche, se rapprochant ensuite de la droite. Conseiller général du canton de Seyne, il est président du conseil général. Il est sénateur des Basses-Alpes de 1876 à 1885, votant avec la droite, mais s'éloignant après le 16 mai 1877, s'opposant à la résistance de MacMahon. Battu aux sénatoriales de 1885, il meurt deux mois plus tard.